# Nikólaos Tóskas
Nikólaos Tóskas (en grec Νικόλαος Τόσκας), né le 22 février 1952 à Athènes, est un homme politique grec.

## Biographie
Aux élections législatives grecques de janvier 2015, il est élu député au Parlement grec sur la liste nationale de la SYRIZA.